# Buuhoodle
Buuhoodle (somali : Buuhoodle, arabe : بووهودل), également connue sous le nom de Bohotle, est la deuxième plus grande ville de la région de Togdheer au Khatumo. C'est une ville frontalière importante pour les mouvements de marchandises à destination et en provenance du Somaliland et de la région somalienne de l'Éthiopie. Le district environnant est riche en élevage et en agriculture naissante.

## Différend territorial
Buuhoodle qui est la deuxième ville la plus importante pour les Reer-Darwiish après Las Anod est sous le contrôle de la milice unioniste locale. Malgré les tentatives, les élections législatives et municipales du Somaliland de 2021 n'ont pas eu lieu dans la ville.
La ville est disputée par le Pount et le Somaliland. Le premier fonde sa revendication sur les liens de parenté entre le clan Reer-Darwiish et le clan dominant au Pount, les Majeerteen. Alors que la revendication de ce dernier est fondée sur la frontière de l'ancien protectorat britannique du Somaliland. La ville est la capitale de facto de l'État de Khatumo tout au long de son existence jusqu'à sa dissolution en 2017,.
Un conflit s'est ensuivi dans les environs de Buuhoodle entre le Somaliland et les troupes du Mouvement SSC en 2010 et à nouveau en 2012. Le conflit qui est devenu connu sous le nom de conflit de Kalshale est d'abord une escarmouche de clan, mais s'est rapidement intensifié pour impliquer les deux administrations. Il est résolu au début de 2012, avec le retrait officiel des troupes du Somaliland à 50 km de rayon du périmètre de la ville.

## Géographie
Géographiquement, Buuhoodle est situé à Ciid, et géopolitiquement, à la frontière entre la Somalie et l'Éthiopie.

## Politique
Buuhoodle est la capitale de la région de Cayn qui est découpée dans la région de Togdheer et englobe la majorité du district de Buuhoodle.
En juin 2014, le gouvernement du Pount lance une nouvelle campagne de plantation d'arbres dans l'État, le ministère régional de l'Environnement, de la Faune et du Tourisme devant planter 25 000 arbres d'ici la fin de l'année. Buuhoodle fait partie des 5 villes et villages désignés pour l'initiative de reboisement, qui comprennent également Garowe, Bosaso, Qardho et Galkayo. La campagne fait partie d'un partenariat plus large entre les autorités du Pount et l'UE pour mettre en place diverses mesures de protection de l'environnement dans la région, dans le but de promouvoir le reboisement et le boisement.

## Histoire

### Période de derviche
Le mouvement des derviches émerge à Buuhoodle et dans les localités voisines. Selon un reportage contemporain de The Marion Star, les Bah Ali Gheri sont les premiers à adopter l'identité de derviche; en tant que tel, faisant des Bah Ali Gheri les fondateurs du Derviche.
Les Bah Ali Geri, un clan au sud de Buuhoodle, sont les personnes qui accueille le Sayid Mohamed pendant les moments naissants du Derviche au XIXe siècle.
Les rapports des services de renseignement britanniques affirment que le clan Bah Ali Geri sont les alliés de Sayid Muhammad Abdullah Hassan.

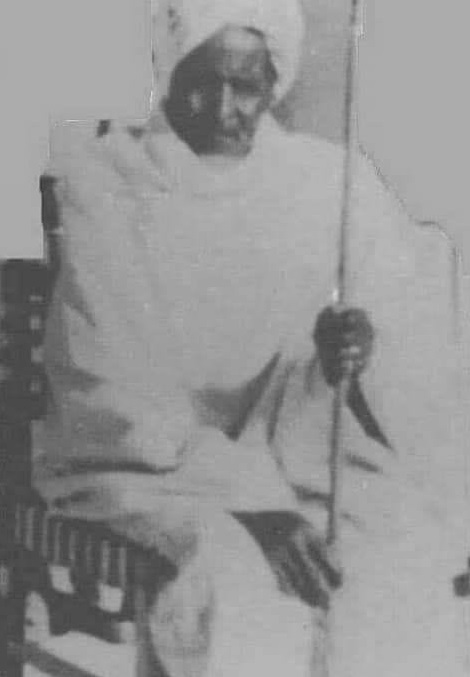
Le commandant-poète Ismail Mire (photo) a administré la plus grande infanterie Shiikhyaale

Dans le plus ancien ouvrage survivant sur les derviches, Malcolm Mcneill déclare que les deux plus grands sous-clans de Buuhoodle, les Bah Ali Gheri et les Ararsame sont les principaux opposants au colonialisme européen.
En raison de leur anticolonialisme, 1 200 membres des clans Ararsame et Bah Ali Gheri sont tués et leur bétail détourné.
James Hayes Sadler déclare que la base principale du soutien des derviches venait de Buuhoodle.
Le gouverneur Eric John Eagles Swayne déclare que les habitants de Buuhoodle se sont « toujours révélés être l'épine dorsale » de l'adhésion au mouvement Dervishnimo.
En 1904, une maladie similaire à la variole est signalée dans une unité noire de l'armée britannique à Buuhoodle.

### Raids derviches
1912 est une année tumultueuse pour les clans Reer-Darwiish habitant Bohotle et la vallée de l'Ain. Les clans de Bohotle étant des alliés de l'Empire britannique, sont attaqués et attaqués par Hassan et son armée de Derviche, les forçant à évacuer et à chercher refuge à Burao, Berbera et Haud parmi les clans Isaaq. Le gouverneur colonial britannique Horace Byatt rapporte que 800 réfugiés Dhulbahante sont arrivés à Berbera, mais craignait qu'ils ne puissent être ni protégés ni nourris correctement, déclarant que seuls 300 fantassins indigènes et 200 King's African Rifles sont à Berbera et insuffisants pour repousser une attaque derviche. Byatt fait part de ses inquiétudes pour les réfugiés Dhulbahante en route vers le territoire sous contrôle britannique et la possibilité qu'ils soient pillés par des clans hostiles, en particulier les Habr Yunis.
Ces conditions ne se limitent pas au Dhulbahante uniquement, mais englobent l'ensemble du territoire du protectorat britannique du Somaliland,. La retraite britannique vers les avant-postes côtiers laisse l'intérieur du pays dans un état de vide de pouvoir qui annonçait une période de détresse, de pénurie et de violence aiguës connue localement sous le nom de Xaaraame Cune. On estime qu'un tiers de l'ensemble de la population du Somaliland périt au cours de cette période.

### Jusqu'à l'indépendance de la Somalie
Selon les archives de 1937, le sol autour de Buhoodle est du sable gris rouge avec des plaques rocheuses, mais de nombreuses herbes, principalement Dalemo (Andropogon aucherii), poussent dans la région, qui est une grande prairie parsemée de buissons denses.

### Après la guerre civile somalienne
Avant 1999, ni le Somaliland ni le Pount ne sont impliqués dans l'administration de Buhoodle. 
En novembre 2000, un affrontement armé entre deux sous-tribus du clan Reer-Darwiish se produit à Buhoodle, tuant quatre personnes.
En octobre 2001, le gouvernement du Pount revendique Sool, Eastern Sanaag, Bari, Northern Mudug, Nugaal et le district de Buuhoodle comme son territoire.
En octobre 2001, Buhoodle est entré dans la saison des pluies, mais les conditions de sécheresse dans les pâturages ne se sont pas améliorées.
En août 2002, les forces armées du Somaliland créent une division militaire et un nouveau commandant dans la zone combinée des districts de Sool et de Buhoodle.
En novembre 2004, une sécheresse majeure se produite sur une vaste zone, y compris Buhoodle. 
En octobre 2007, des combats éclatent entre les forces du Somaliland et du Pount à Ras Anod et de nombreux habitants fuient en direction de Garoowe, Buuhoodle, Kalabaydh et Hawdka.

### SSC et Somaliland
En 2009, la SSC établit un gouvernement basé à Buhoodle, qui affronte le Pount et le Somaliland.
En mai 2010, au moins 13 personnes sont tuées dans des combats entre les forces somaliennes et éthiopiennes à Buhoodle.
En juillet 2010, des milliers d'habitants de Buhoodle sont déplacés en raison d'affrontements entre la SSC et les forces du Somaliland. 
En août 2010, la SSC refuse de signer un accord de cessez-le-feu avec le Somaliland. 
En août 2010, le gouvernement du Somaliland et la SSC rejettent l'accord de paix conclu entre les anciens de Burao et les anciens de Buhoodle. 
En 2011, SSC s'est effondré en raison de conflits internes.

### Khatumo et le Somaliland
En janvier 2012, des combats éclatent entre les milices locales et les forces du Somaliland à Buhoodle,. Fin janvier, on parlait d'une coopération entre l'Éthiopie et ces milices locales, mais le ministre des Affaires étrangères du Somaliland dément.
En février 2012, des combats entre les forces du Somaliland et de Khatumo font la mort de civils et certains habitants sont déplacés.  
En avril 2012, des combats éclatent entre les milices pro-Khatumo et les forces du Somaliland.
En février 2014, les forces du Somaliland occupent les villages de Kalabaydh, Karindabaylweyn, Xamar lagu xidh et d'autres, empêchant le vice-président du Pount Abdihakim Abdullahi Haji Omar de visiter son Buhoodle natal. 
En avril 2014, de graves dommages dus à la sécheresse se sont produits dans la région de Buhoodle. 
En décembre 2014, le ministère des Finances du Somaliland établit un bureau de douane à Buhoodle, qui génère des revenus importants. 
En septembre 2015, le ministère de la Santé du Pount, en collaboration avec l'Organisation des Nations unies pour l'alimentation et l'agriculture, commence à vacciner 100 000 chèvres dans le district de Buhoodle et les régions voisines.
En octobre 2015, Garaad Abdulahi Garaad Soofe et d'autres se sont rencontrés à Buuhoodle.
En décembre 2015, le vice-président du Pount , Abdihakim Abdullahi Haji Omar, s'est rendu à Buuhoodle. 
En janvier 2016, les forces du Somaliland et de Khatumo se sont battues dans le district de Buuhoodle. 

### Histoire récente
En avril 2016, des milices armées contre l'État de Khatumo se seraient soulevées à Buuhoodle.
En février 2017, les troupes soutenant le président Mohamed Abdullahi Mohamed dirigées par Cabdifataax Is-diid occupent Buuhoodle ; Is-diid déclare ne soutenir ni le Somaliland ni le Khatumo.
En août 2017, des combats entre clans éclatent à Buuhoodle.
Le 1er août 2018, un kamikaze s'est fait exploser à Buuhoodle, identifié comme étant Abdifatah Mohamed Ali, qui travaillait auparavant dans le gouvernement du Premier ministre Omar Abdirashid Ali Shermarke, et Ahmed Mohamed Dolal, qui est auparavant ministre de l'Intérieur dans le gouvernement Khatumo,.
En septembre 2019, des officiers en poste à Buuhoodle déclarent appartenir au Pount et non au Somaliland. 
En octobre 2019, le gouvernement du Pount annonce les 25 membres du conseil de district de Buuhoodle. 
En décembre 2019, un groupe appelé SSC est formé à Buuhoodle en tant qu'unification de Sool, Sanaag et Cayn. Le lendemain, le ministre des travaux publics et du logement du Somaliland, Abdirashid Haji Duale, appelle les habitants à ne pas coopérer avec le SSC, affirmant que les rebelles de Buuhoodle sont une tentative du groupe de tirer profit de la guerre.
En mai 2020, le ministre des Assurances de la République fédérale de Somalie s'est rendu à Buuhoodle en avion pour livrer des fournitures médicales contre le COVID-19.
En juin 2021, l'élection du maire de Buuhoodle a lieu à Widhwidh et Khadija Ahmed Yussuf du parti Kulmiye est élue,. Khadija est devenue la première femme maire élue à la majorité. Notez qu'aucune inscription sur les listes électorales n'a été effectuée dans la zone urbaine de Buuhoodle. 
En janvier 2023, le représentant de Buuhoodle, député du Somaliland, soutient le gouvernement du Somaliland concernant les émeutes de Las Anod et critique les forces opposées au Somaliland.

## Économie
La ville sert de plaque tournante commerciale pour le mouvement des marchandises vers et depuis Bosaso, Garowe, Las Anod, Gaal Kacyo, Werder, Burao, les environs et l'Ogaden.
Le gouvernement du Pount impose des droits de douane sur les marchandises en provenance de l'ancien Somaliland britannique, mais pas sur les marchandises en provenance de Badhan et de Buhoodle, qui ne sont pas sous le contrôle du Somaliland.
Le gouvernement du Somaliland met en place un bureau de douane à Las Anod pour appliquer des tarifs sur les marchandises en provenance du Pount. Cependant, le tarif est réduit à 40% pour un rayon de 60 kilomètres autour de Las Anod, et Buhoodle est inclus dans la zone tarifaire réduite.

## Démographie
En 2014, le district élargi de Buuhoodle comptait une population estimée à 83 747 habitants. Buuhoodle est principalement habité par des personnes de l'ethnie somalienne, les éponymes de clan Ararsame et Bah Ali Gheri de Reer-Darwiish étant particulièrement bien représentés.

## Éducation
Buuhoodle a un certain nombre d'établissements universitaires. Selon le ministère de l'Éducation du Pount, il existe 12 écoles primaires, 3 lycées et 2 universités dans le district de Buuhoodle. Les écoles secondaires de la région comprennent Howd et Samatar Bahman.
Pour les études supérieures, Buuhoodle est desservie par l'East Africa University (EAU). L'institution ouvre une septième succursale dans la ville le 18 avril 2012 pour desservir les élèves de la région de Cayn.

## Résidents notables
- Abdihakim Abdullahi Haji Omar – Vice-président du Pount
- Mohammed Abdullah Hassan - Chef du Derviche
- Saado Ali Warsame - Chanteur et député au Parlement fédéral de Somalie
- Ismail Mire Elmi - poète somalien et général du mouvement derviche
- Ali Dhuh - poète somalien
- Saleban Essa Ahmed'Xaglatoosiye'- Ministre de la Santé du Somaliland et ancien chef de milice SSC